# Corel Designer
Corel Designer – program graficzny firmy Corel, do tworzenia grafiki wektorowej używany szczególnie przez osoby zajmujące się ilustracją techniczną. 
Program ten jest rozwinięciem napisanego w pierwszej połowie lat 90. XX w. Micrografx Designera, który został przejęty w 2001 r. przez Corela razem z całą firmą Micrografx. Corel Designer zawiera pewne elementy oprogramowania typu CAD, takie jak warstwy, wielowymiarowość, automatyczne wymiarowanie, przydatne przy tworzeniu rysunków technicznych.